# Голубинцев, Евгений Матвеевич
Евгений Матвеевич Голубинцев (31 декабря 1879 — 16 февраля 1958) — советский военачальник, полковник (1943). Профессор, доктор военных наук.

## Биография
Из дворян. Родился Евгений Матвеевич Голубинцев в 1879 году в станице Кременская Области войска Донского в казачьей семье, окончил Донской кадетский корпус в 1898 году.
В 1898—1900 годах обучался в Михайловском артиллерийском училище, выпущен подпоручиком в 28-ю артиллерийскую бригаду (Ковно).
После начала русско-японской войны, 26 июня 1904 года бригада вошла в состав нового 5-го Сибирского армейского корпуса. В составе бригады Е. М. Голубинцев участвовал в войне.
Позднее перешёл на службу в лейб-гвардии 1-ю артиллерийскую бригаду (Санкт-Петербург). В 1909—1915 годах преподавал в Михайловском артиллерийском училище.
Во время Первой мировой войны командовал артиллерийским дивизионом, служил в 4-й Финляндской стрелковой артиллерийской бригаде 11-й армии.
В апреле 1918 года добровольно вступил в РККА, участвовал в Гражданской войне с марта 1918 года по август 1919 года на Северном фронте, командовал 2-й Новгородской пехотной дивизией, с 28 ноября 1918 года по 5 декабря 1918 года — вр.и.д. командующего 7-й армией.
После окончания Гражданской войны, с июля 1920 года состоял в распоряжении военного представителя РСФСР в Грузии, с августа 1921 года — преподаватель в Военной академии РККА, затем был назначен заведующим кафедры артиллерии той же академии.
Был арестован по делу «Весна» в ночь с 1 на 2 января 1931 года, виновным себя не признал. 18 июля 1931 года Коллегией ОГПУ приговорен к 5 годам ИТЛ, заключение отбывал в БелбалтЛАГе. По ходатайству М. Н. Тухачевского и Р. П. Эйдемана, 26 февраля 1932 года был досрочно освобожден, в Москву прибыл 1 апреля 1932 года, был восстановлен в кадрах РККА. После освобождения работал преподавателем, затем начальником кафедры тактики Артиллерийской академии.
31 декабря 1937 года был уволен в запас, через неделю, 8 января 1938 года был повторно арестован по обвинению в руководстве контрреволюционной монархической офицерской организацией и проведении вредительской работы против советской власти. Вину признал, назвал 40 фамилий бывших офицеров — участников организации. 29 июля 1939 года его дело рассматривал военный трибунал Ленинградского военного округа, в ходе заседания от признательных показаний он отказался, дело было направлено на доследование. 23 июля 1940 года Особым совещанием был приговорён к 5 годам ссылки в Красноярский край, ссылку отбывал в Сухобузимском. По отбытии срока наказания, в январе 1943 года был восстановлен в кадрах РККА с присвоением звания полковник и назначен преподавателем в Артиллерийскую академию.
С 1944 года стажировался в действующей армии, 1 октября 1944 года был назначен вр.и.д. заместителя командующего артиллерией 70-й армии, в октябре 1944 года участвовал в наступательных операциях армии, разработал план артиллерийского наступления армии, выполнял отдельные поручения командования. Награждён орденом Отечественной войны 1-й степени (1944).
Вскоре вернулся к преподаванию в Артиллерийскую академию. В 1949 году вышел в отставку. Реабилитирован 22 февраля 1955 года.
Умер Евгений Матвеевич Голубинцев в 1958 году, похоронен на Введенском кладбище.

## Семья
- брат — Голубинцев, Владимир Матвеевич (2.6.1877—24.1.1953) — военный инженер, окончил Николаевское инженерное училище (1899), полковник (15.9.1918, старшинство 1.8.1918). Белогвардеец, служил в Донской армии в отряде генерала К. К. Мамонтова. В эмиграции жил во Франции.
- брат — Голубинцев, Николай Матвеевич (12.02.1885—?) — офицер российской императорской армии, окончил Николаевское кавалерийское училище (1905). Белогвардеец, служил в Донской армии, командир Донской железнодорожной сотни, полковник (03.09.1919).
- жена — Голубинцева, Софья Михайловна (29.03.1888—24.11.1956)

## Звания

### Российская империя
- подпоручик — 1900 (старшинство (ст.) 08.08.1898)
- поручик
- штабс-капитан
- капитан — 22.03.1915 (ст. 17.02.1913) — за отличие
- подполковник
- полковник

### СССР
- комбриг — 13.02.1936
- полковник — 1943

## Награды

### Российской империи
- Орден Святого Станислава 3-й степени с мечами и бантом (ВП 11.12.1905) — за отличия в делах против японцев в 28-й артиллерийской бригаде;
- Орден Святого Георгия 4-й степени (ПАФ от 30.06.1917);
- Георгиевское оружие (Приказ по 11-й армии от 10.1917 № 689).
- Другие награды

### СССР
- Орден Ленина (15.11.1950)
- Орден Красного Знамени (30.04.1945)
- Орден Отечественной войны 1-й степени (27.10.1944)
- Орден Красной Звезды (03.11.1944)
- Медаль «За победу над Германией в Великой Отечественной войне 1941—1945 гг.» (09.05.1945)